# (304788) Cresques
Pour les articles homonymes, voir Cresques.
(304788) Cresques est un astéroïde de la ceinture principale.

## Description
(304788) Cresques est un astéroïde de la ceinture principale. Il fut découvert le 13 juillet 2007 à La Sagra par l'Observatoire astronomique de Majorque. Il présente une orbite caractérisée par un demi-grand axe de 2,40 UA, une excentricité de 0,23 et une inclinaison de 11,4° par rapport à l'écliptique.
Il est nommé d'après Abraham Cresques.